# Liam Kelly
Liam Patrick Kelly (ur. 23 stycznia 1996 w Glasgow) – szkocki piłkarz grający na pozycji bramkarza w szkockim klubie Rangers   oraz reprezentacji Szkocji. Uczestnik Mistrzostw Europy 2024.